# طريقة اليومين
طريقة اليومين هي طريقة بسيطة للتوعية بالخصوبة، تُستخدم إما لتجنب الحمل أو لإتمامه.

## الخلفية
طريقة اليومين هي طريقة بسيطة للتوعية بالخصوبة، تتطلب من النساء فحص إفرازات عنق الرحم مرتين يوميًا. إذا لم تُلاحظ الإفرازات لمدة يومين متتاليين، فمن غير المرجح حدوث الحمل في اليوم الثاني. في حالات أخرى، يُعتبر الحمل أكثر احتمالية.
مع الاستخدام الأمثل، تحمل 3.5 من كل 100 امرأة في السنة الأولى من الاستخدام، وفي الاستخدام النموذجي، تحمل 13.7 من كل 100 امرأة في السنة الأولى.

## القيود
على غرار طرق الوعي بالخصوبة الأخرى، تتطلب طريقة اليومين من النساء الامتناع عن ممارسة الجنس أو استخدام وسيلة عازلة في الأيام التي تُعرف بأنها خصبة.